# Carl Eduard af Sachsen-Coburg-Gotha
Hertug Carl Eduard af Sachsen-Coburg og Gotha (engelsk: Leopold Charles Edward George Albert; tysk: Leopold Carl Eduard Georg Albert; 19. juli 1884 – 6. marts 1954) var den sidste regerende hertug af det tyske dobbelthertugdømme Sachsen-Coburg og Gotha fra 1900 til 1918. Han havde desuden den britiske titel hertug af Albany.
Carl Eduard meldte sig senere ind i NSDAP og blev obergruppenführer i SA og NSFK. Han beklædte flere fremtrædende stillinger i Nazi-Tyskland i 1930'erne og 1940'erne og var blandt andet præsident for Tysk Røde Kors fra 1933 til 1945.
Hertug Carl Eduard er morfar til kong Carl XVI Gustaf af Sverige.

## Familiebaggrund og opvækst
Han blev født den 19. juli 1884 i Claremont House, Esher/Surrey, England og var søn af prins Leopold, hertugen af Albany, og hans kone Prinsesse Helena af Waldeck og Pyrmont. Faren døde før han blev født, og han arvede derfor farens titel ved fødslen. Han var barnebarn af Prins Albert af Sachsen-Coburg-Gotha og Dronning Victoria af Storbritannien.
I 1899 døde hans farbror Hertug Alfred af Sachsen-Coburg og Gothas eneste søn, Arveprins Alfred, og det var derfor nødvendigt at fastlægge tronfølgen i den britiske kongefamilies tyske hjemstat Sachsen-Coburg og Gotha på ny. Da Hertug Alfreds næste lillebror, Prins Arthur frasagde sig arveretten på vegne af sig selv og sin søn, Prins Arthur, overgik positionen som tronfølger til Carl Eduard som eneste søn af Hertug Alfreds næste bror. Han var 15 år, da han flyttede til Tyskland, hvor han fik en militær uddannelse i Berlin-Lichterfelde og stod under tilsyn af sin fætter, kejser Wilhelm II.
Ved Hertug Alfreds død den 30. juli 1900, efterfulgte Carl Eduard ham som hersker i dobbelthertugdømmet Sachsen-Coburg og Gotha. Da han endnu var mindreårig fungerede hans kusines mand Fyrst Ernst 2. af Hohenlohe-Langenburg som regent frem til 1905. I 1902 blev han gjort til ridder af Hosebåndsordenen (Knight of the Garter) af kong Edward VII. Fra 1903 studerede han jura og statsvidenskab ved universitetet i Bonn, hvor han var medlem af den berømte studenterforening Borussia (latin for Preussen), som mange af højadelens sønner tilhørte.
På sin 21 års fødselsdag i 1905 overtog han sine pligter som hertug af dobbelthertugdømmet Sachsen-Coburg og Gotha. Han blev gift 11. oktober samme år på Glücksborg Slot med prinsesse Victoria Adelheid af Glücksborg, en slægtning af den tyske kejserinde Augusta Viktoria og af samme slægt som det dansk-norske kongehus.
Den nye hertug var begejstret for tidens nye opfindelser, bilproduktion, luftfartsindustri og udbygningen af flyvepladser i hertugdømmet.

## Første verdenskrig
Hertug Carl Eduard deltog i Første Verdenskrig ved den 38. infanteridivisions stab som sachsisk general af kavaleriet, og blev 1914 udnævnt til general af infanteriet. Han trak sig tilbage fra aktiv tjeneste af helbredsmæssige årsager i 1915, men besøgte ofte sit 6. thüringske infanteriregiment 95 ved fronten. I 1917 blev hertugen frataget alle sine engelske titler og udmærkelser samt sit sæde i det britiske overhus. Dette medførte, at hertugdømmet med en lovændring bestemte, at ingen britisk prins længere havde nogen arveret i Sachsen-Coburg-Gotha.

## Weimar-republikken
Ved første verdenskrigs afslutning, 11. november 1918, erklærede det revolutionære, provisoriske arbejder- og soldateråd i Gotha hertug Carl Eduard for afsat. 13. november. Senere abdicerede han som de fleste andre tyske forbundsfyrster. Dermed ophørte unionen mellem Sachsen-Coburg og Gotha, som blev delt i to fristater. Gotha blev i 1920 en del af Thüringen, mens Sachsen-Coburg blev en del af Bayern.
Fra 1919 var hertugen aktiv i nationalkonservative og nationalistiske kredse, og ledede fra 1922 Bund der Kaisertreuen (forbundet af kejsertro). Han støttede aktivt frikorpsene, og var aktiv i det paramilitære Bund Wiking og Stahlhelmbund. Han støttede også tidligt nationalsocialisterne, og ved præsidentvalget i 1932 støttede han Adolf Hitler mod den siddende konservative præsident, Paul von Hindenburg. Han blev medlem af NSDAP og af SA i 1933. Fra samme år var han præsident for tysk Røde Kors, fra 1934 rigskommissær for den frivillige sygepleje og fra 1936 medlem af det tyske parlament, Rigsdagen. Her var han medlem indtil rigsdagens sidste møde den 26. april 1942 og indtil rigsdagens formelle opløsning i 1945.
Carl Eduard var præsident for foreningen af tyske frontkæmperforbund og leder for den tyske afdelingen af Anglo-German-Fellowship. Han havde et stort antal andre hverv i forskellige organisationer, f.eks. Deutsche Bank o.a.

## Efter 2. verdenskrig
Da amerikanske tropper, som de første, nåede frem til Coburg, fandt de hertugen og hans kone gemt i en bryggerikælder. De var overraskede over hans arrogante holdning – han angrede ingenting, mente at Polen havde angrebet Tyskland i stedet for omvendt, og beskrev nationalsocialismen som en vidunderlig idé. 5.juni 1945 blev han arresteret og anklaget for forbrydelser mod menneskeheden, efterfulgt af en serie ophold i amerikanske fangelejre og sygehuse. I januar 1948 blev han idømt en bøde for at have været «medløber». I marts 1949 blev han dømt 18 måneders fængsel. I juni 1950 blev han endelig dømt til en mild bøde. Han havde fra maj 1949 fået kontrollen tilbage over slægtens store formue.
Han døde 70 år gammel af kræft den 6. marts 1954 i Coburg som den næstsidste af tidligere regerende tyske forbundsfyrster.

## Efterkommere
Hans søn, arveprins Johann Leopold (f. 1906 i Coburg, d. 1972 i Grein, Østrig) giftede sig 1932 ikke standsmæssigt med den skilte baronesse Feodora von der Horst og måtte frasige sig arveretten og sit tilhørsforhold til huset Sachsen-Coburg-Gotha i henhold til husets dynastiske love. I dette ægteskab fulgte tre børn, bl.a. Ernst Leopold, som senere alligevel blev overhoved for huset Sachsen-Coburg-Gotha.
Carl Eduards anden søn, Hubertus (f. 1909 i Gotha, d. 1943 i Mosty (i Polen)) var barnløs, da han faldt i 2. verdenskrig. Derfor blev den tredje søn, Prins Friedrich Josias (f. 1918 i Coburg, d. 1998 i Amstetten) overhoved for huset Sachsen-Coburg-Gotha i 1954. Carl Eduards ældste datter, prinsesse Sibylla, blev gift i 1932 med Arveprins Gustav Adolf af Sverige. Deres søn var den senere kong Carl XVI Gustaf af Sverige.